# 帕利塞茲 (紐約州)
帕利塞茲（英語：Palisade）是位於美國紐約州羅克蘭縣的非建制地區。

## 歷史
帕利塞茲的郵局自1855年營運至今。

## 地理
帕利塞茲所處的海拔為高於海平面59米（即194英呎），而該地所採用的時區為UTC-5，即北美东部时区（EST）。同時該地設有夏令時間，為UTC-5調快一小時，即UTC-4（EDT）。